# Treurmuistimalia
De treurmuistimalia (Pellorneum malaccense synoniem: Malacocincla malaccensis) is een zangvogel uit de familie Timaliidae (timalia's). Het is een voor uitsterven gevoelige vogelsoort in de Indische archipel.

## Kenmerken
De vogel is 13,5 tot 14,5 cm lang en weegt tussen de 18,5 en 25 g. De vogel is een kleinere uitvoering van de roodstaartmuistimalia (Malacocincla abbotti) met een kort staartje en dunne snavel. Rond het oor is de vogel grijs, met een roodbruin petje op de kop en een zwarte baardstreep, met daaronder een witte keel. Verder grijsbruin van boven en lichtgrijs van onder.

## Verspreiding en leefgebied
Deze soort komt voor op het schiereiland Malakka, Sumatra en de nabijgelegen eilanden, de Anambaseilanden en de noordelijke Natuna-eilanden (Zuid-Chinese Zee).
Het leefgebied bestaat uit regenwoud en moerasbos tot op 1000 m boven zeeniveau. De vogel wordt ook gezien in secundair bos, verlaten plantages en struikgewas langs stromend water.

## Status
De grootte van de populatie is niet gekwantificeerd, maar aangenomen wordt dat de populatie-aantallen afnemen door ontbossing, waarbij natuurlijk bos wordt omgezet in gebied voor agrarisch gebruik en menselijke bewoning. Om deze redenen staat deze soort als gevoelig op de Rode Lijst van de IUCN.